# Poospiza
A Poospiza a madarak osztályának verébalakúak (Passeriformes) rendjébe és a tangarafélék (Thraupidae) családjába tartozó nem. A nem besorolása különböző szervezeteknél eltérő.

## Rendszerezésük
A nemet Jean Louis Cabanis német ornitológus írta le 1847-ben, az alábbi fajok tartoznak ide:
- Poospiza boliviana
- Poospiza ornata
- Poospiza whitii
- vörösbegyű perjepinty (Poospiza nigrorufa)
- Poospiza hispaniolensis
- Poospiza rubecula
- Poospiza garleppi[1] vagy Compsospiza garleppi[2]
- Poospiza baeri[1] vagy Compsospiza baeri[2]
- Poospiza goeringi[1] vagy Hemispingus goeringi[2]
- Poospiza rufosuperciliaris[1] vagy Hemispingus rufosuperciliaris[2]

## Előfordulásuk
Dél-Amerika területén honosak, a fajok egy része az Andokhoz kötődik. Természetes élőhelyeik a szubtrópusi és trópusi száraz erdők, esőerdők és cserjések, valamint emberi környezet.

## Megjelenésük
Testhosszuk 13-18 centiméter körüli.